# Pod Świerczkiem
Pod Świerczkiem – część wsi Stany w Polsce położona w województwie podkarpackim, w powiecie stalowowolskim, w gminie Bojanów.
W latach 1975–1998 Pod Świerczkiem administracyjnie należało do województwa tarnobrzeskiego.